# Szlak rowerowy po Parku Krajobrazowym Wzniesień Łódzkich
 Szlak Parku Krajobrazowego Wzniesień Łódzkich – czarny, znakowany szlak rowerowy w województwie łódzkim (na obszarze pomiędzy Łodzią, Strykowem i Brzezinami), o długości 74 km, przechodzący przez Park Krajobrazowy Wzniesień Łódzkich.

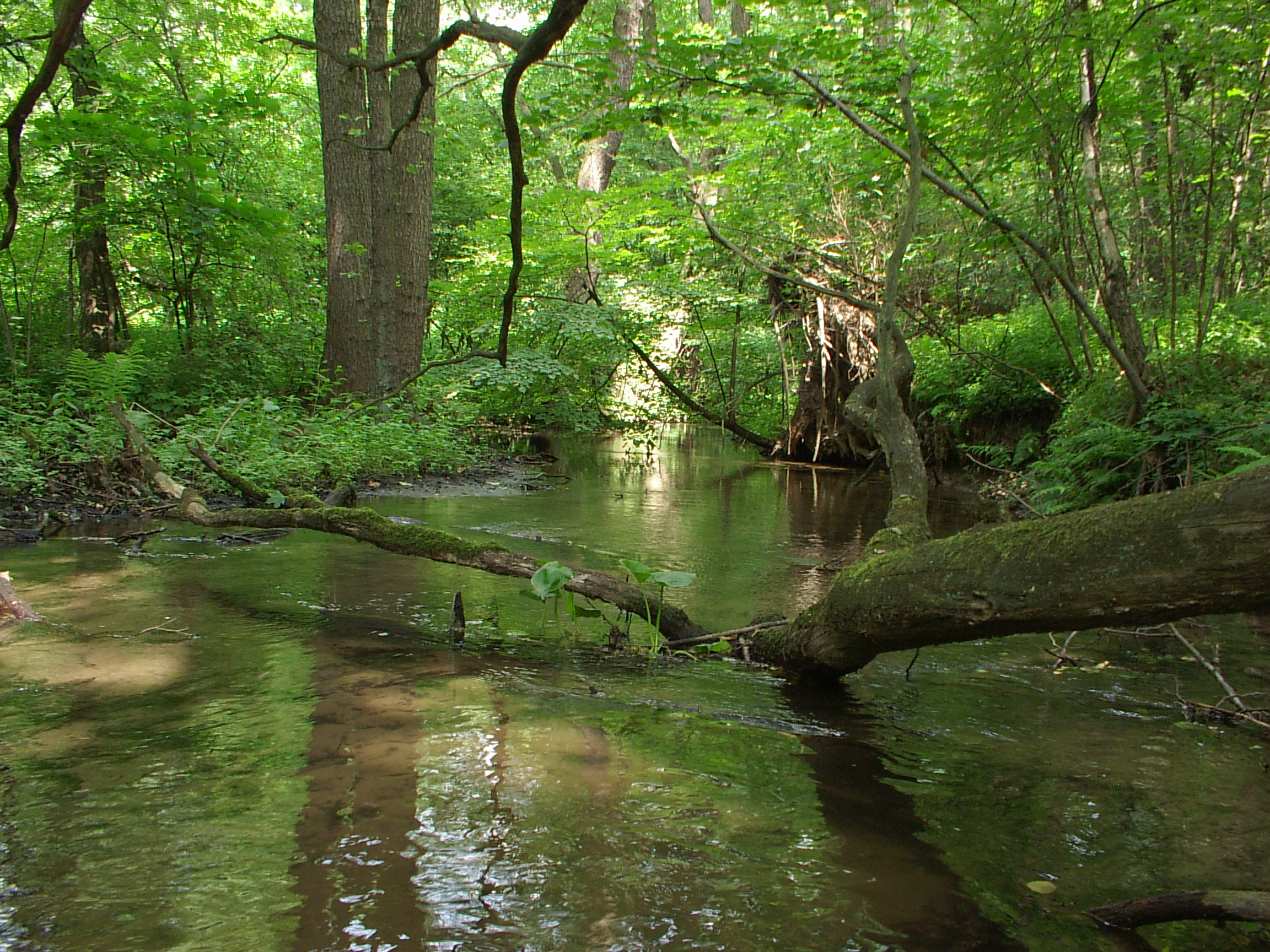
Rezerwat przyrody Struga Dobieszkowska

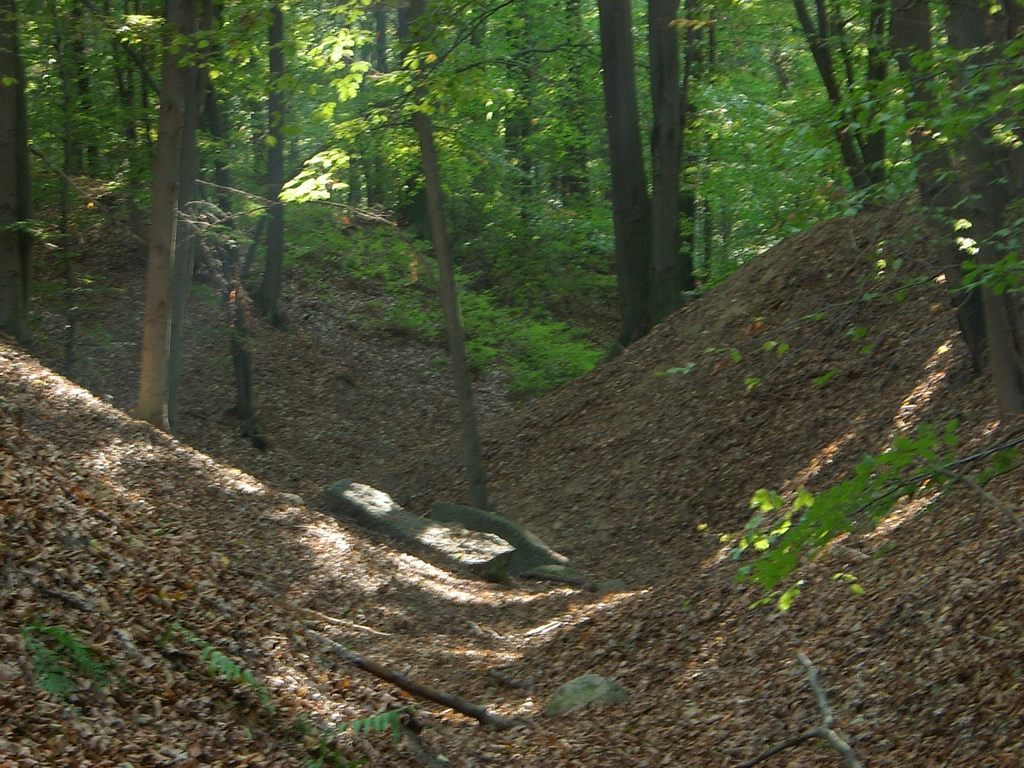
Rezerwat przyrody Parowy Janinowskie

Początek i koniec szlaku znajduje się na parkingu przy ul. Wycieczkowej w Łodzi, na skraju Lasu Łagiewnickiego, tworząc w ten sposób rowerową pętlę po Parku Krajobrazowym Wzniesień Łódzkich. 
Najbardziej oddalonymi rejonami szlaku od punktu początkowego są okolice lasu poćwiardowskiego, Woli Cyrusowej, Marianowa Kołackiego, Syberii, Pieniek Henrykowskich i uroczyska Tadzin-Szymaniszki. 
Największe zwarte kompleksy leśne na szlaku, to:
- Las Łagiewnicki (1205 ha)
- Uroczysko Dobieszków (204 ha)
- Las Janinowski (557 ha)
- Las Poćwiardowski (548 ha)
- Uroczysko Tadzin-Szymaniszki (343 ha)

Łączna długość szlaku w granicach Łodzi wynosi ok. 13 km, z czego na jego początkowy fragment przypada niecałe 6 km asfaltowej nawierzchni (w obszarze Lasu Łagiewnickiego), zaś fragment końcowy – ok. 7 km – to głównie drogi gruntowe terenowo zróżnicowanych obszarów polnych, z enklawami lasów oraz terenów zabudowy (przeważnie o charakterze rezydencjonalnym).

## Przebieg
- Łódź
- Las Łagiewnicki
- Modrzew
- Dobra
- Michałówek
- Dobieszków
- Rezerwat przyrody Struga Dobieszkowska
- Dobieszków
- Stare Skoszewy
- Głogowiec
- Buczek
- Janinów
- Rezerwat przyrody Parowy Janinowskie
- Niesułków
- Wola Cyrusowa
- Jabłonów
- Marianów Kołacki
- Syberia
- Tadzin
- Grzmiąca
- Jaroszki
- Moskwa
- Plichtów
- Byszewy
- Bukowiec
- Stare Moskule
- Moskuliki
- Łódź